# Édit de Saint-Germain-en-Laye (1641)
L'Édit de Saint-Germain-en-Laye de 1641 est un édit du roi de France Louis XIII par lequel ce dernier limite le droit de remontrance du Parlement de Paris. Il interdit à ce parlement, qui était en réalité une cour de justice, de juger les affaires de l'État. Cet édit, réaffirmé à la Révolution française, a contribué à cimenter la distinction entre l'ordre administratif et l'ordre judiciaire en France. Cet édit est ainsi l'une des « origines médiévales du contentieux administratif » selon Katia Weidenfeld.

## Contexte

### Affirmation du pouvoir royal
Le XVIIe siècle voit l'affirmation, au sein du royaume de France, du pouvoir exécutif royal. Ce dernier demeure toutefois encadré par des parlements, qui sont des cours de justice, et dont le plus importante est celui de Paris. Les magistrats disposent d'un pouvoir de remontrance pouvant faire échec à celui du roi. Les magistrats sont ainsi souvent tentés de se faire juges des affaires publiques, et notamment des décisions personnelles du roi, comme les ordonnances royales.

### Tentatives répétées d'encadrement des pouvoirs des parlements
Plusieurs prédécesseurs de Louis XIII ont ainsi entretenu des relations difficiles avec les parlements. François Ier avait défendu au parlement de Paris de « s'entremettre en quelque façon que  ce soit du fait de l’État ni d’autres choses que de la justice ». Ainsi, le principe d'une séparation entre les affaires relevant des juges judiciaires (les parlements) et celles relevant du souverain directement existait déjà, quoique n'était pas toujours respecté. Louis XIII fait adopter le code Michau en 1629, qui encadre le droit de remontrances en fixant un délai après lequel ce droit ne peut plus être exercé. En 1631, un arrêt du conseil du roi interdit aux juges de « prendre connaissance des affaires d’État, administration et gouvernement du royaume ». Face à la persistance d'empiètements du pouvoir judiciaire sur les décisions du roi, un nouvel édit est préparé par Louis XIII en 1641.

## Contenu
Le roi de France prend un édit dont le nom officiel est « édit qui défend aux parlemens et autres cours de justice de prendre à l'avenir connaissance des affaires d'État et d'Administration, et qui supprime plusieurs charges de conseillers au Parlement de Paris ». Il interdit par de « très expresses inhibitions et défenses » aux corps judiciaires « de prendre à l'avenir connaissance d'aucunes affaires qui peuvent concerner l'Etat, l'administration et le gouvernement d'icelui que nous réservons à notre seule personne ». Par conséquent, les contentieux ayant trait, notamment, aux actes du souverain et des administrateurs de l'État, ne peuvent plus être de la compétence des parlements.
L'interdiction porte également sur le contrôle des finances publiques.

## Postérité
L'inteprétation à donner au texte et l'interprétation qui a été donnée au texte à l'époque font l'objet de débats parmi les historiens du droit.
Cet édit ne semble avoir eu que peu d'effets. Le Conseil du roi prend un arrêt le 19 octobre 1656 qui rappelle que « tous les rois ont trouvé nécessaire d'avoir auprès de leur personne un Conseil par l'avis duquel il puissent [...] retenir à soi la connaissance des affaires dont ils ont voulu se réserver la connaissance pour des considérations quelquefois importantes à l'Etat ». Les magistrats de l'ordre judiciaire qui siégeaient dans les parlements des provinces d'Ancien Régime ont continué à se mêler des affaires de l'État ; les tensions entre les parlements souhaitant conserver leurs prérogatives d'une part et l'absolutisme royal d'autre part font partie des griefs exprimés lors de la Révolution française. Les révolutionnaires votent la loi des 16 et 24 août 1790 sur l'organisation judiciaire, qui reprend des dispositions de l'édit.
L'édit est toutefois crédité par certains auteurs comme ayant joué un rôle majeur dans la cimentation de la distinction entre ordre administratif et ordre judiciaire en France, dont la conséquence est l'existence, aujourd'hui, d'un Conseil d'État et d'une Cour de cassation formant la cour suprême de chacun des deux ordres. C'est à partir de cet édit qu'il est considéré, en droit public français, que « juger l'administration, c'est déjà administrer ».